# اليحموم (مسلسل)
اليحموم، مسلسل إماراتي. تدور الأحداث حول رجل أعمال يتعثر نتيجة الأزمة الاقتصادية العالمية فيعلن إفلاسه، ويطالبه أبناء عمه برد أموالهم التي أقرضوه إياها ليستثمرها، ويتعرض لحادث يفقده الذاكرة.
إخراج: مصطفى رشيد
تأليف: عيسى الحمر.

## طاقم العمل
- أحمد الجسمي.
- عبد الله زيد
- هدى الخطيب.
- إبراهيم الصلال.
- حبيب غلوم.
- آلاء شاكر.
- صلاح الملا.
- أمل محمد.
- هدى الغانم.
- زينة كرم.
- عمر الملا
- ملاك الخالدي.
- مروة راتب.